# Cytaeis nassa
Cytaeis nassa is een hydroïdpoliep uit de familie Cytaeididae. De poliep komt uit het geslacht Cytaeis. Cytaeis nassa werd in 1959 voor het eerst wetenschappelijk beschreven door Millard. 